# Bruingevlekte klerenmot
De bruingevlekte klerenmot (Niditinea fuscella, synoniem: Tinea fuscipunctella), ook wel vogelnestmot genoemd, is een vlinder uit de familie Tineidae (echte motten). De spanwijdte van de vlinder bedraagt ongeveer 14 millimeter. Ze houden niet van fel daglicht en komen pas laat in de middag tevoorschijn. De soort vliegt van mei tot in oktober.

## Kenmerken
Volwassenen van deze kleine mot hebben een spanwijdte van 14 mm. Ze hebben een nogal doffe kleur, met bruin-grijze voorvleugels die elk drie grote zwartbruine stippen dragen. De achtervleugels zijn zilverwit; ze zijn omgeven door een langharige pony, zoals gebruikelijk voor schimmelmotten en verwanten. Het lichaam is dofbruin en het hoofd draagt een plukje roodbruin haar.

## Levenswijze
De rups van de bruingevlekte klerenmot leeft van gedroogd dierlijk en plantaardig materiaal, veren, vogelnesten en braakballen van uilen, maar ook van meel en kleding. Hoewel ze afgedankte wol en soortgelijke stoffen zullen eten, worden ze vaker aangetroffen in vogelnesten - met name van kippen (Gallus gallus domesticus), huisduiven (Columba livia domestica), zwaluwen (Hirundinidae) en spechten (Picidae) -, waar ze zich voeden op afgeworpen veren en uitwerpselen.

## Voorkomen
De bruingevlekte klerenmot is wijdverbreid en gebruikelijk in een groot deel van het westelijke Palearctisch gebied (behalve op afgelegen eilanden, zoals IJsland, en koude streken zoals het uiterste noorden van Schotland), maar is ook elders geïntroduceerd (bijvoorbeeld in Australië en Nieuw-Zeeland).
In Nederland en België is het een zeldzame soort, die verspreid over het hele gebied kan worden waargenomen. Vroeger werd de soort vaker gezien.